# Tomocyrba griswoldi
Tomocyrba griswoldi är en spindelart som beskrevs av Szüts, Scharff 2009. Tomocyrba griswoldi ingår i släktet Tomocyrba och familjen hoppspindlar. Inga underarter finns listade i Catalogue of Life.